# Coulonces (Orne)
Coulonces település Franciaországban, Orne megyében. Lakosainak száma 212 fő (2022. január 1.). Coulonces Fontaine-les-Bassets, Villedieu-lès-Bailleul, Bailleul, Guêprei, Tournai-sur-Dive és Trun községekkel határos.

## Népesség
A település népességének változása:
| Lakosok száma | 213  | 219  | 227  | 224  | 222  | 221  | 219  | 216  | 212  |
|               | 2013 | 2015 | 2016 | 2017 | 2018 | 2019 | 2020 | 2021 | 2022 |